# Niedersachsenpokal 2020/21
Der Niedersachsenpokal 2020/21 ist die 65. Austragung des niedersächsischen Fußball-Verbandspokals der Männer. Zwei Mannschaften qualifizieren sich in getrennten Wettbewerben für die erste Hauptrunde im DFB-Pokal 2021/22, da Niedersachsen zu den drei Landesverbänden mit den meisten Herrenmannschaften im Spielbetrieb gehört und somit zwei Mannschaften in den Vereinspokal entsenden darf.

## Spielmodus
Es wurden zwei separate Wettbewerbe ausgespielt. Im einen treten niedersächsische Mannschaften der Drittligasaison 2020/21 sowie der Regionalliga Nord 2020/21 an. Im anderen Wettbewerb traten die Mannschaften der Oberliga Niedersachsen 2020/21 sowie die vier Bezirkspokalsieger an. Zweite Mannschaften sind nicht teilnahmeberechtigt. Gespielt wurde jeweils im K.-o.-System. Nach Ablauf der regulären Spielzeit wurden unentschiedene Spiele nicht um zweimal 15 Minuten verlängert, sondern umgehend per Elfmeterschießen entschieden. Ein Endspiel zwischen den Siegern der beiden Wettbewerbsbäume ist nicht vorgesehen. Klassenniedrigere Mannschaften haben Heimrecht.

## Teilnehmende Mannschaften
Am Wettbewerb der Dritt- und Regionalligisten nehmen zehn, an dem der Amateure nehmen 23 Mannschaften teil.

### 3. Liga und Regionalliga
| 3. Liga die niedersächsischen Vereine der Saison 2020/21 | Regionalliga Nord die niedersächsischen Vereine der Saison 2020/21                                                | Regionalliga Nord die niedersächsischen Vereine der Saison 2020/21 |
| - SV Meppen                                              | - SV Atlas Delmenhorst - SV Drochtersen/Assel - HSC Hannover - TSV Havelse (Titelverteidiger) - VfV 06 Hildesheim | - SSV Jeddeloh - Lüneburger SK Hansa - VfB Oldenburg - BSV Rehden  |

### Amateure
| Oberliga Niedersachsen die Vereine der Saison 2020/21 | Oberliga Niedersachsen die Vereine der Saison 2020/21 | Bezirkspokal die Sieger der Saison 2019/20                                                                                                 |
| - TuS Bersenbrück - FT Braunschweig - MTV Eintracht Celle (Titelverteidiger) - 1. FC Germania Egestorf/Langreder - Kickers Emden - MTV Gifhorn - SVG Göttingen 07 - FC Hagen/Uthlede - SV Arminia Hannover - Heeslinger SC | - Blau-Weiß Lohne - Eintracht Northeim - VfL Oldenburg - SV Ramlingen-Ehlershausen - Rotenburger SV - SC Spelle-Venhaus - HSC BW Tündern - TB Uphusen - MTV Wolfenbüttel - Lupo Martini Wolfsburg | - SV Ahlerstedt/Ottendorf (Lüneburg) - SV Altenoythe (Weser-Ems) - Goslarer SC 08 (Braunschweig) - TSV Krähenwinkel/Kaltenweide (Hannover) |

## Wettbewerb 3. Liga / Regionalliga

### Qualifikation
Sechs Mannschaften erhielten ein Freilos.
| Datum                       |                          | Ergebnis |                           |
| --------------------------- | ------------------------ | -------- | ------------------------- |
| 14. Oktober 2020, 18:30 Uhr | Lüneburger SK Hansa (IV) | 0:2      | VfB Oldenburg (IV)        |
| 14. Oktober 2020, 19:30 Uhr | BSV Rehden (IV)          | 0:1      | SV Drochtersen/Assel (IV) |

### Viertelfinale
| Datum                       |                           | Ergebnis        |                   |
| --------------------------- | ------------------------- | --------------- | ----------------- |
| 28. Oktober 2020, 14:30 Uhr | VfV 06 Hildesheim (IV)    | 3:0             | HSC Hannover (IV) |
| 28. Oktober 2020, 19:00 Uhr | SV Drochtersen/Assel (IV) | 1:1 (4:2 i. E.) | TSV Havelse (IV)  |
| 30. April 2021, 16:30 Uhr   | SV Atlas Delmenhorst (IV) | 0:3             | SV Meppen (III)   |
| 8. Mai 2021, 14:00 Uhr      | VfB Oldenburg (IV)        | 4:3             | SSV Jeddeloh (IV) |

### Halbfinale
| Datum                   |                        | Ergebnis        |                           |
| ----------------------- | ---------------------- | --------------- | ------------------------- |
| 22. Mai 2021, 16:00 Uhr | VfV 06 Hildesheim (IV) | 1:1 (1:3 i. E.) | SV Drochtersen/Assel (IV) |
| 25. Mai 2021, 17:00 Uhr | VfB Oldenburg (IV)     | 0:4             | SV Meppen (III)           |

### Finale
| SV Drochtersen/Assel                                      | SV Drochtersen/Assel | SV Meppen | SV Meppen |
| --------------------------------------------------------- | --- | --- | --------- |
| SV Drochtersen/Assel                                      | \| 29. Mai 2021 um 15:00 Uhr in Hannover (Eilenriedestadion) \| \| Ergebnis: 2:2 (2:1), 3:4 i. E. \| \| Zuschauer: 150 \| \| Schiedsrichter: Florian Heft, Neuenkirchen \| \| Spielbericht \| | \| 29. Mai 2021 um 15:00 Uhr in Hannover (Eilenriedestadion) \| \| Ergebnis: 2:2 (2:1), 3:4 i. E. \| \| Zuschauer: 150 \| \| Schiedsrichter: Florian Heft, Neuenkirchen \| \| Spielbericht \|                                                                                                | SV Meppen |
| SV Drochtersen/Assel                                      | Patrick Siefkes – Nikola Serra, Jannes Wulff (67. Efkan Erdogan), Jannes Elfers (87. Daniel Owusu), Marcel Andrijanic, Nico von der Reith, Sören Behrmann (57. Christian Rusch), Alexander Neumann, Oliver Ioannou (80. Martin Sattler), Hassan El Saleh, Maximilian Geißen Cheftrainer: Lars Jagemann | Erik Domaschke – Janik Jesgarzewski (70. Julius Düker), Nicolas Andermatt, Luka Tankulic, Markus Ballmert, Florian Egerer , Christoph Hemlein (80. Lukas Krüger), René Guder, Lars Bünning (46. Valdet Rama), Jeron Al-Hazaimeh, Dejan Bozic (46. Ted Tattermusch) Cheftrainer: Rico Schmitt | SV Meppen |
| SV Drochtersen/Assel                                      | 1:0 Behrmann (5.) 2:0 Ioannou (21.) | 2:1 Hemlein (26., FE) 2:2 Tankulic (80.) | SV Meppen |
| SV Drochtersen/Assel                                      | Elfmeterschießen | | SV Meppen |
| SV Drochtersen/Assel                                      | 1:0 von der Reith 2:1 Neumann 3:2 Serra Domaschke hält gegen Geißen Domaschke hält gegen Rusch | 1:1 Al-Hazaimeh 2:2 Egerer Siefkes hält gegen Ballmert 3:3 Andermatt 3:4 Tankulic | SV Meppen |
| SV Drochtersen/Assel                                      | Neumann, El Saleh, Elfers, Andrijanic | Ballmert, Düker, Hemlein | SV Meppen |
| 29. Mai 2021 um 15:00 Uhr in Hannover (Eilenriedestadion) | | |           |
| Ergebnis: 2:2 (2:1), 3:4 i. E.                            | | |           |
| Zuschauer: 150                                            | | |           |
| Schiedsrichter: Florian Heft, Neuenkirchen                | | |           |
| Spielbericht                                              | | |           |

## Wettbewerb Amateure
Der Amateur-Wettbewerb wurde Ende Mai 2021 abgebrochen. Die verbliebenen Spiele wurden am 31. Mai 2021 ausgelost.

### Qualifikation
Acht Mannschaften erhielten ein Freilos.
| Datum                       |                               | Ergebnis        |                                       |
| --------------------------- | ----------------------------- | --------------- | ------------------------------------- |
| 7. Oktober 2020, 19:00 Uhr  | Goslarer SC 08 (VII)          | 0:7             | FT Braunschweig (V)                   |
| 7. Oktober 2020, 19:30 Uhr  | MTV Wolfenbüttel (V)          | 2:1             | HSC BW Tündern (V)                    |
| 7. Oktober 2020, 19:30 Uhr  | Blau-Weiß Lohne (V)           | 0:1             | TuS Bersenbrück (V)                   |
| 14. Oktober 2020, 19:00 Uhr | Rotenburger SV (V)            | 1:1 (3:5 i. E.) | FC Hagen/Uthlede (V)                  |
| 14. Oktober 2020, 19:15 Uhr | SV Ramlingen/Ehlershausen (V) | 4:3             | Lupo Martini Wolfsburg (V)            |
| 14. Oktober 2020, 19:30 Uhr | MTV Gifhorn (V)               | 1:0             | 1. FC Germania Egestorf/Langreder (V) |
| 14. Oktober 2020, 20:00 Uhr | SV Ahlerstedt/Ottendorf (VI)  | 3:2             | Heeslinger SC (V)                     |
| 21. Oktober 2020, 19:30 Uhr | Kickers Emden (V)             | 2:3             | VfL Oldenburg (V)                     |

### Achtelfinale
| Datum                       |                                    | Ergebnis        |                               |
| --------------------------- | ---------------------------------- | --------------- | ----------------------------- |
| 28. Oktober 2020, 19:00 Uhr | TSV Krähenwinkel/Kaltenweide (VII) | 2:1             | SV Ramlingen/Ehlershausen (V) |
| 28. Oktober 2020, 19:00 Uhr | MTV Gifhorn (V)                    | 2:3             | MTV Wolfenbüttel (V)          |
| 28. Oktober 2020, 19:30 Uhr | SV Arminia Hannover (V)            | 3:1             | Eintracht Northeim (V)        |
| 28. Oktober 2020, 19:30 Uhr | FT Braunschweig (V)                | 3:3 (6:5 i. E.) | SVG Göttingen 07 (V)          |
| 28. Oktober 2020, 20:00 Uhr | SV Ahlerstedt/Ottendorf (VI)       | 4:1             | MTV Eintracht Celle (V)       |
| 31. Mai 2021                | SV Altenoythe (VII)                | Los             | VfL Oldenburg (V)             |
| 31. Mai 2021                | TuS Bersenbrück (V)                | Los             | SC Spelle-Venhaus (V)         |
| 31. Mai 2021                | TB Uphusen (V)                     | Los             | FC Hagen/Uthlede (V)          |

### Viertelfinale
| Datum        |                                    | Ergebnis |                              |
| ------------ | ---------------------------------- | -------- | ---------------------------- |
| 31. Mai 2021 | TB Uphusen (V)                     | Los      | MTV Wolfenbüttel (V)         |
| 31. Mai 2021 | VfL Oldenburg (V)                  | Los      | FT Braunschweig (V)          |
| 31. Mai 2021 | SC Spelle-Venhaus (V)              | Los      | SV Arminia Hannover (V)      |
| 31. Mai 2021 | TSV Krähenwinkel/Kaltenweide (VII) | Los      | SV Ahlerstedt/Ottendorf (VI) |

### Halbfinale
| Datum        |                       | Ergebnis |                                    |
| ------------ | --------------------- | -------- | ---------------------------------- |
| 31. Mai 2021 | SC Spelle-Venhaus (V) | Los      | TB Uphusen (V)                     |
| 31. Mai 2021 | VfL Oldenburg (V)     | Los      | TSV Krähenwinkel/Kaltenweide (VII) |

### Finale
| Datum        |                   | Ergebnis |                       |
| ------------ | ----------------- | -------- | --------------------- |
| 31. Mai 2021 | VfL Oldenburg (V) | Los      | SC Spelle-Venhaus (V) |